# Braya siliquosa
Braya siliquosa är en korsblommig växtart som beskrevs av Aleksandr Andrejevitj Bunge. Braya siliquosa ingår i släktet fjällkrassingar, och familjen korsblommiga växter. Inga underarter finns listade i Catalogue of Life.